# Mitchell Paige
Oberst Mitchell Paige (serbisk: Михајло Пејић/Mihajlo Pejić) (31. august 1918 – 15. november 2003) var en amerikansk marinesoldat, modtager af Medal of Honor under 2. Verdenskrig. Han fik denne, den højeste militære orden i USA, for sin indsats i slaget om Guadalcanal på Salomonøerne den 26. oktober 1942, hvor han, efter at alle de andre marinesoldater i hans deling var blevet dræbt eller såret, betjente fire maskingeværer og egenhændigt stoppede et helt japansk regiment.

## Tidlige år
Paige blev født i Charleroi, Pennsylvania. Hans forældre var serbiske indvandrere, som ankom til USA fra fronten i Østrig-Ungarn, deres efternavn var Pejić. Hans mor holdt ham og hans bror i kontakt med deres rødder, og mindede dem om Slaget på Solsortesletten, men lærte dem også at være stolte amerikanere. Hans familie flyttede senere Camden Hills kvarteret i West Mifflin. Han fik eksamen fra McKeesport High School inden han lod sig indrullere i marinekorpset. 

## Militærtjeneste
Paige gik ind i marinekorpset den 1. september 1936 i Baltimore, Maryland og gennemførte sin rekrutuddannelse på Parris Island, South Carolina. I november 1936 blev han overført til Quantico, Virginia og gjorde senere tjeneste som skytte ombord på USS Wyoming. Mens han var ombord på Wyoming tog han del i manøvrer via Panama til San Clemente Island ud for Californiens kyst. I februar 1937 blev han overført til Mare Island Navy Yard til vagttjeneste og to måneder senere blev han beordret til Cavite på Filippinerne. Mens han var på Cavite kom han på marinekorpsets baseball hold der, som blev kendt på Filippinerne og i Østen. Han gjorde tjeneste i Kina fra oktober 1938 til september 1939 og i den periode bevogtede han amerikansk ejendom under den berømte Tianjin oversvømmelse. Han forlod Nordkina og vendte tilbage til USA i april 1940 og udførte vagttjeneste på Brooklyn og Philadelphia Navy Yards. I september 1940 vendte han tilbage til 5. marineregiment i Quantico, og den følgende måned deltog han i manøvrer i Guantánamobugten og Culebra, Puerto Rico.
I marts 1941 blev han sendt tilbage til det kontinentale USA og beordret til New River, North Carolina, for at hjælpe med at bygge og forberede en ny træningslejr for marinesoldater, som senere blev til Camp Lejeune.
Efter det japanske angreb på Pearl Harbor blev han igen udsendt med 7. marineregiment, og gik i land på  Apia, British Samoa. Fra Samoa blev 7. marineregiment sendt til Guadalcanal, hvor de gik i land i september 1942. Han gjorde sig fortjent til USA's højeste orden for tapperhed,  Medal of Honor, under slaget om Guadalcanal i oktober 1942, hvor han alene forsvarede en stilling mod japanerne efter at de var brudt gennem fronten og havde dræbt eller såret alle marinesoldaterne i hans maskingeværsektion. Sergent Paige skød med sit maskingevær indtil det blev ødelagt, og herefter skiftede han fra maskingevær til maskingevær indtil han til sidst fik forstærkninger. Han anførte senere et bajonetangreb som drev japanerne tilbage og forhindrede at de gennembrød de amerikanske linjer.  
Mena han var på Guadalcanal blev han udnævnt til sekondløjtnant på slagmarken den 19. december 1942. Han blev på øen indtil januar 1943, hvor han sammen med 1. marinedivision blev sendt til Melbourne, Australien. Marinekorpsets kommandant under 2. verdenskrig general Alexander A. Vandegrift kunne i foråret 1943 tildele ham Medal of Honor. I juni 1943 blev han forfremmet til premierløjtnant. 
I september 1943 kom premierløjtnant Paige og 1. marinedivision til Ny Guinea hvor de blev en del af 6. amerikanske armé i angrebet på Cape Gloucester på New Britain den 26. december 1943. I maj 1944 forlod divisionen Cape Gloucester til fordel for et rekreationsområde på Russell Islands, Pavuvu. I juli 1944 blev premierløjtnant Paige sendt tilbage det kontinentale USA og gjorde tjeneste på Camp Lejeune, North Carolina. Han blev forfremmet til kaptajn  den 28. februar 1945. I juni blev kaptajn Paige taktisk træningsofficer på Camp Matthews, Californien og i september blev han sendt til marinekorpsets rekrutdepot som rekruttræningsofficer. Han blev taget ud af aktiv tjeneste i maj 1946, men vendte tilbage til aktiv tjeneste i juli 1950 og gjorde tjeneste i Camp Pendleton i Oceanside, Californien.
Han blev senere overført til marinekorpsets rekrutdepot i San Diego, Californien, som planlægnings og operationsofficer i 2. rekruttræningsbataljon. På dette tidspunkt fik han også en særlig opgave som planlægnings og træningsofficer med ansvar for etablering af en delingsleder uddannelse for specialtræningskompagniet. Han blev forfremmet til major den 1. januar 1951.
I oktober 1951 blev major Paige næstkommanderende for 2. rekruttræningsbataljon på marinekorpsdepotet i San Diego indtil han i december 1952 blev overført til 4. særlige junior kursus på marinekorpsskolen i Quantico. Han gik på skolen der indtil maj 1953 og gjorde herefter tjeneste som divisions rekrutteringsofficer i 2. marinedivision i Camp Lejeune, North Carolina, indtil februar 1954.
Major Paige blev herefter tildelt underenhed #2, hovedkvarterskompagniet, hovedkvartersbataljonen i 3. marinedivision, San Francisco, Californien, hvor han fungerede som ledende officer for underofficersskolen indtil april 1955. I denne periode var han også i kort tid næstkommmanderende for underenhed #1.
Herefter gjorde han tjeneste som næstkommanderende og senere chef for 3. bataljon af 7. marineregiment i 1. marinedivision på Camp Pendleton, fra april 1955 til august 1955 hvor han kom til 12. marinekorps reserve og rekrutteringsdistrikt for at fungere som officer med ansvar for marinekorpsets rekrutteringsstation i San Francisco. Han blev forfremmet til oberstløjtnant i maj 1957.
I august 1957 blev oberstløjtnant Paige inspektør-instruktør for 7. infanteribataljon, USMCR, i San Bruno, Californien, indtil han  blev overført til marinekorpsets hovedkvarter i Washington, D.C. i august 1958.
I maj 1959 kom han på hærens sprogskole i Monterey, Californien, og blev der i nu måneder indtil han blev sendt til marinekasernen i San Diego, hvor han fungerede som næstkommanderende indtil oktober 1959. Han blev sat på listen over de som blev pensioneret som syge den 1. november 1959 og da han fik særlig ros for indsats i kamp blev han forfremmet til oberst ved sin pensionering.

## Senere liv og død
Paige blev pensioneret i 1959 som oberst. Som pensionist skrev han en bog om sine oplevelser med titlen A Marine Named Mitch (udgivet i 1975). I sine senere år blev han brugt til at afsløre svindlere som enten bar eller solgte Medal of Honor.
Den 15. november 2003 døde Paige af Hjerteinsufficiens i sit hjem i La Quinta, Californien i en alder af 85 år. Han var den sidste overlevende modtager af Medal of Honor fra felttoget på Guadalcanal. Han blev begravet med fuld militær honnør på Riverside National Cemetery i Riverside, Californien.

## Hædersbevisninger og priser
Livet igennem modtog Paige talrige priser, både som militærperson og som civil. Udover at få Medal of Honor, var han også en Eagle Scout (spejder) og der blev lavet en G.I. Joe action figure som lignede ham.

### Militære hædersbevisninger
Blandt hans talrige militære dekorationer var: Medal of Honor, Purple Heart, Presidential Unit Citation, Good Conduct Medal, China Service Medal, American Defense Service Medal med hænge, American Campaign Medal, Asiatic-Pacific Campaign Medal med to bronzestjerner, World War II Victory Medal, National Defense Service Medal, Korean Service Medal, Marine Corps Reserve Ribbon og United Nations Service Medal.
|                     |  |                                           |  |
|                     |  |                                           |  |
| Bronze service star |  | Bronze service star · Bronze service star |  |
|                     |  |                                           |  |

|                                                | Medal of Honor             |                                                      |                              |
| Purple Heart                                   | Presidential Unit Citation | Marine Corps Good Conduct Medal                      | China Service Medal          |
| American Defense Service Medal with Base Clasp | American Campaign Medal    | Asiatic-Pacific Campaign Medal with two battle stars | World War II Victory Medal   |
| National Defense Service Medal                 | Korean Service Medal       | Marine Corps Reserve Ribbon                          | United Nations Service Medal |

#### Medal of Honor begrundelse
Præsidenten for De forenede Stater er stolt af at overrække MEDAL OF HONOR til
UNITED STATES MARINE CORPS
for indsats som beskrevet i den følgende begrundelse:
For usædvanligt heltemod og bemærkelsesværdig tapperhed langt ud over pligtens kald mens han gjorde tjeneste i anden bataljon af syvende marineregiment i første marinedivision i kamp mod fjendtlige japanske styrker på Salomonøerne den 26. oktober 1942. Da fjenden brød gennem linjen lige foran han stilling, ledede oversergent Paige en maskingeværsektion med frygtløs beslutsomhed, og fortsatte med at lede sine skytters skydning indtil alle hans folk enten var døde eller sårede. Alene, mod den dødelige storm af fjendtlige granater, bemandede han sit maskingevær, og da det blev ødelagt overtog han et andet, skiftede fra maskingevær til maskingevær og indstillede aldrig sin ødelæggende ild mod de fremrykkende horder indtil forstærkninger til sidst nåede frem. Derpå, efter at have dannet en ny linje, anførte han ufortrødent og aggressivt et bajonetangreb, som drev fjenden tilbage og forhindrede et gennembrud af vore linjer. Hans store personlige tapperhed og ueftergivende hengivenhed overfor tjenesten var i tråd med de bedste traditioner i United States Naval Service.
/S/ FRANKLIN D. ROOSEVELT

### Civile æresbevisninger
I 1998 var Paige model for en G.I. Joe action figure. Hans var marinekorps figuren i en serie, som ærede modtagere af Medal of Honor fra hvert af de amerikanske værn.
En gylden stjerne på Palm Springs Walk of Stars blev indviet til Paige i 1999, og anerkendte ham som en af fem Medal of Honor modtagere fra det sydlige Californiens ørkenområde.
Et museum på  Twentynine Palms Marine Corps base er opkaldt efter ham.
Paige fik tildelt Eagle Scout prisen af Boy Scouts of America den 24. marts 2003, som han havde gjort sig fortjent til i 1936, hans sidste år i high school, men aldrig havde modtaget fordi han var taget afsted for at lade sig indrullere i marinekorpset. (Han er en af ni kendte Eagle Scouts, som har modtaget Medal of Honor.) Paige modtog også Distinguished Eagle Scout Award fra Boy Scouts of America.
Den 2. maj 2006, ærede Desert Sands Unified School District ved at kalde dens nyeste skole Colonel Mitchell Paige Middle School. Skolen åbnede i efteråret 2006 i La Quinta, Californien.
Eldred World War II Museum i Eldred, Pennsylvania, har en udstilling, som er viet til ham, kaldet "Mitchell Paige Hall". Paige donerede hele sin samling af militære souvenirs til Eldred museet, inklusive sin Medal of Honor.

## Eksterne kilder
- "Colonel Mitchell Paige website". Arkiveret fra originalen 3. januar 2010. Hentet 11. februar 2016.
- "Paige, Mitchell". Medal of Honor recipients – World War II. United States Army Center of Military History. Arkiveret fra originalen 30. april 2008. Hentet 11. februar 2016.
- "Congressional Medal of Honor Society website".
- "Paige talks about his Medal of Honor". Hentet 4. oktober 2010.{{cite web}}:  CS1-vedligeholdelse: url-status (link)
- Mitchell Paige på Find a Grave